# Fontaine-de-Vaucluse
Fontaine-de-Vaucluse – miejscowość i gmina we Francji, w regionie Prowansja-Alpy-Lazurowe Wybrzeże, w departamencie Vaucluse, położona nad rzeką Sorgue.
Według danych na rok 1990 gminę zamieszkiwało 580 osób, a gęstość zaludnienia wynosiła 81 osób/km² (wśród 963 gmin regionu Prowansja-Alpy-W. Lazurowe Fontaine-de-Vaucluse plasuje się na 462. miejscu pod względem liczby ludności, natomiast pod względem powierzchni na miejscu 762.).